# Przedmiesiączkowe zaburzenia dysforyczne
Przedmiesiączkowe zaburzenia dysforyczne, PMDD (od ang. premenstrual dysphoric disorder) – zaburzenie nastroju związane z cyklem miesiączkowym obejmujące objawy fizyczne, emocjonalne i poznawcze. PMDD powoduje znaczne cierpienie lub pogorszenie funkcjonowania u menstruujących kobiet. Objawy występują w fazie lutealnej (pomiędzy owulacją a miesiączką), poprawiają się w ciągu kilku dni po rozpoczęciu miesiączki i są minimalne lub nie występują wcale w tygodniu po miesiączce. PMDD ma ogromny negatywny wpływ na jakość życia kobiet i dramatycznie zwiększa ryzyko myśli samobójczych, a nawet prób samobójczych. Wiele kobiet w wieku rozrodczym doświadcza dyskomfortu lub łagodnych zmian nastroju przed miesiączką. Jednak 5-8% doświadcza ciężkiego zespołu napięcia przedmiesiączkowego, powodującego znaczny dyskomfort lub upośledzenie funkcjonowania. Niektóre z nich spełniają kryteria PMDD.
Przyczyny PMDD są obecnie nieznane. Poziomy hormonów jajnikowych podczas cyklu miesiączkowego nie różnią się między osobami z PMDD a populacją ogólną. Uważa się jednak, że ponieważ objawy występują tylko podczas cykli owulacyjnych i ustępują po miesiączce, przyczyną są wahania gonadalnych hormonów płciowych lub zmiana wrażliwości na hormony płciowe.
Naukowcy z amerykańskich Narodowych Instytutów Zdrowia odkryli w 2017 roku, że kobiety z PMDD mają pewne zmiany genetyczne, które sprawiają, że ich szlaki regulacji emocji są bardziej wrażliwe na estrogeny i progesteron, a także ich chemiczne pochodne. Naukowcy uważają, że ta zwiększona wrażliwość może być odpowiedzialna za objawy PMDD.
Badania wykazały, że osoby z PMDD są bardziej narażone na wystąpienie depresji poporodowej. PMDD zostało dodane do listy zaburzeń depresyjnych w DSM-5 w 2013 roku. Wymieniono tam 11 głównych objawów, z czego kobieta musi wykazywać co najmniej pięć, aby zdiagnozowano u niej PMDD. W maju 2019 roku Światowa Organizacja Zdrowia umieściło PMDD w klasyfikacji ICD-11, w rozdziale dotyczącym chorób układu moczowo-płciowego.
Podstawowym sposobem leczenia PMDD jest stosowanie leków z grupy SSRI. Terapia hormonalna doustnymi środkami antykoncepcyjnymi zawierającymi drospirenon również wykazała skuteczność w zmniejszaniu objawów PMDD. Terapia poznawczo-behawioralna, czy to w połączeniu z SSRI, czy samodzielnie, okazała się skuteczna w zmniejszaniu zaburzeń czynnościowych. Pomocne mogą być również modyfikacje diety i ćwiczenia fizyczne, ale badania dotyczące tych metod leczenia nie wykazały skuteczności w zmniejszaniu objawów PMDD.

## Epidemiologia
Około 5-8% kobiet w wieku reprodukcyjnym doświadcza ciężkiego zespołu napięcia przedmiesiączkowego; większość z nich spełnia również kryteria PMDD. W metaanalizie z 2024 roku obejmującej ponad 50000 pacjentek u 3,2% kobiet w wieku reprodukcyjnym postawiono potwierdzoną diagnozę PMDD oraz u 7,7% diagnozę tymczasową, wymagającą dalszej obserwacji.

## Objawy
Podczas diagnozowania PMDD lekarze biorą pod uwagę objawy psychopatologiczne, objawy fizyczne i wpływ na życie pacjentki. Objawy psychopatologiczne obejmują labilność emocjonalną (gwałtownie zmieniające się stany emocjonalne, wrażliwość na odrzucenie itp.), drażliwość i wybuchy gniewu, które mogą prowadzić do konfliktów, niepokój, poczucie zagrożenia, uczucie beznadziei, trudności z koncentracją uwagi, zmiany apetytu, spanie więcej lub mniej niż zwykle, poczucie braku kontroli. Objawy fizyczne są podobne do objawów zespołu napięcia przedmiesiączkowego (PMS). Obejmują one tkliwość lub obrzęk piersi, bóle stawów, bóle mięśni, przybieranie na wadze lub uczucie wzdęcia.
Ze względu na dużą różnorodność obrazu klinicznego wystąpienie objawów tylko w fazie lutealnej lub w jej okolicach jest kluczowe dla rozpoznania PMDD zamiast jakiegokolwiek innego zaburzenia nastroju. PMDD przebiega według przewidywalnego, cyklicznego wzorca. Objawy zaczynają się w późnej fazie lutealnej cyklu miesiączkowego (po owulacji) i kończą się lub znacznie zmniejszają wkrótce po rozpoczęciu miesiączki. Objawy trwają przeciętnie sześć dni, ale mogą rozpocząć się do dwóch tygodni przed miesiączką, co oznacza, że mogą być odczuwalne nawet przez trzy tygodnie cyklu. Ciężkie objawy mogą rozpocząć się, a następnie nasilać aż do wystąpienia miesiączki, przy czym wiele osób odczuwa ulgę dopiero kilka dni po jej zakończeniu. Najbardziej intensywne objawy występują w tygodniu poprzedzającym pierwszy dzień krwawienia miesiączkowego. Istnieją różne kwestionariusze do monitorowania obecności i nasilenia objawów w kolejnych cyklach menstruacyjnych.

## Diagnoza
Kryteria diagnostyczne dla PMDD zostały określone w wielu specjalistycznych podręcznikach medycznych. W postawieniu diagnozy może pomóc prowadzenie przez kobiety, które starają się o uzyskanie diagnozy w kierunku PMDD, codziennych obserwacji objawów. Prowadzenie codziennych obserwacji objawów pomaga rozróżnić, kiedy występują zmiany nastroju, i pozwala na łatwiejsze odróżnienie PMDD od innych zaburzeń nastroju. W przypadku PMDD objawy związane z nastrojem występują tylko podczas fazy lutealnej, czyli ostatnich dwóch tygodni cyklu miesiączkowego.

### DSM-5
W DSM-5 przyjęto siedem kryteriów diagnostycznych  dla PMDD (od A do G).
Kryterium A: Podczas większości cykli miesiączkowych w ciągu ostatniego roku co najmniej 5 objawów opisanych w Kryterium B i Kryterium C musi być obecnych w tygodniu poprzedzającym wystąpienie miesiączki, muszą one zacząć ustępować w ciągu kilku dni po wystąpieniu miesiączki i stać się minimalne lub nieobecne w tygodniu po wystąpieniu miesiączki.
Kryterium B: Musi występować jeden (lub więcej) z poniższych objawów:
1. Wyraźna labilność emocjonalna (np. wahania nastroju, uczucie nagłego smutku lub płaczliwość, lub zwiększona wrażliwość na odrzucenie).
2. Wyraźna drażliwość lub wybuchy gniewu, lub nasilenie konfliktów interpersonalnych.
3. Wyraźnie obniżony nastrój, poczucie beznadziei lub negatywne myśli wobec samego siebie.
4. Wyraźny niepokój, napięcie i/lub stan pobudzenia, lub podenerwowania bądź bycia na krawędzi.

Kryterium C: Musi występować jeden (lub więcej) z poniższych objawów. Dodatkowo musi występować łącznie 5 objawów wraz z objawami z kryterium B:
1. Zmniejszone zaangażowanie w codzienne aktywności (np. pracę, szkołę, przyjaciół, hobby).
2. Subiektywne trudności z koncentracją uwagi.
3. Osłabienie, męczliwość lub wyraźny brak energii.
4. Wyraźna zmiana apetytu, przejadanie się lub specyficzne zachcianki żywieniowe.
5. Hipersomnia lub bezsenność.
6. Poczucie przytłoczenia lub braku kontroli.
7. Objawy fizyczne, takie jak bolesność lub obrzęk piersi, bóle stawów lub mięśni, uczucie wzdęcia lub przyrost masy ciała.

Kryterium D: Objawy zaobserwowane w kryteriach A-C są związane z klinicznie istotnym cierpieniem lub zakłóceniem funkcjonowania w pracy, szkole, zwykłych czynnościach społecznych lub relacjach z innymi (np. unikanie czynności społecznych, zmniejszona produktywność i wydajność w pracy, szkole lub domu).
Kryterium E: Występujące objawy nie są jedynie zaostrzeniem objawów innego zaburzenia, takiego jak duża depresja, zaburzenia lękowe z napadami lęku, dystymia lub zaburzenie osobowości — choć mogą współwystępować z każdym z tych zaburzeń.
Kryterium F: Kryterium A powinno zostać potwierdzone przez codzienną obserwację przez okres co najmniej dwóch cykli. Diagnoza może zostać postawiona tymczasowo przed tym uzyskaniem tego potwierdzenia.
Kryterium G: Objawów nie można przypisać fizjologicznym skutkom działania substancji (np. nadużywania narkotyków, leków, innych metod leczenia) lub innego stanu chorobowego (np. nadczynności tarczycy).
DSM nadmienia ponadto, że objawy wymienione w kryteriach od A do C powinny występować przez większość cykli miesięcznych w poprzedzającym roku.

### ICD-11
Kryteria diagnostyczne dla PMDD zawarte są również w 11. wersji Międzynarodowej Klasyfikacji Chorób Światowej Organizacji Zdrowia (ICD-11-CM):
Podczas większości cykli miesiączkowych w ciągu ostatniego roku, występuje wzorzec objawów nastroju (obniżony nastrój, drażliwość), objawów somatycznych (senność, bóle stawów, przejadanie się) lub objawów poznawczych (trudności z koncentracją, zapominanie), które rozpoczynają się kilka dni przed wystąpieniem miesiączki, zaczynają się zmniejszać w ciągu kilku dni po wystąpieniu miesiączki, a następnie stają się minimalne lub nie występują w ciągu około 1 tygodnia po wystąpieniu miesiączki. Zależność czasową między objawami a fazą lutealną i menstruacyjną cyklu można potwierdzić za pomocą prospektywnego dziennika objawów. Objawy są wystarczająco nasilone, aby powodować znaczne cierpienie lub istotne zakłócenia w funkcjonowaniu osobistym, rodzinnym, społecznym, zawodowym lub w innych ważnych obszarach i nie stanowią one zaostrzenia istniejącego zaburzenia psychicznego.

## Patofizjologia
Objawy PMDD związane z nastrojem występują wyłącznie u kobiet miesiączkujących. W związku z tym objawy nie występują w czasie ciąży, po menopauzie lub u kobiet, które mają cykle bezowulacyjne. Inne zaburzenia nastroju zazwyczaj utrzymują się we wszystkich okresach życia reprodukcyjnego i są niezależne od cyklu miesiączkowego.
Obecny konsensus w sprawie przyczyn PMDD obejmuje połączenie zwiększonej wrażliwości na wahania poziomów hormonów płciowych, stresu środowiskowego i predyspozycji genetycznych. Hormony płciowe — estrogen i progesteron — są neuroaktywne; w badaniach na szczurach stwierdzono, że są one zaangażowane w szlaki serotoninowe. Serotonina jest zaangażowana w regulację nastroju wraz z estrogenem, którego receptory znajdują się w korze przedczołowej i hipokampie — regionach najbardziej znanych z udziału w regulacji nastroju i zdolności kognitywnych.
Mimo że czas występowania objawów sugeruje, że przyczyną PMDD są wahania hormonalne, nie zidentyfikowano wyraźnego zaburzenia równowagi hormonalnej u kobiet z PMDD. W rzeczywistości poziomy hormonów rozrodczych i ich metabolitów u kobiet z PMDD i bez PMDD są nierozróżnialne. Zamiast tego postawiono hipotezę, że kobiety z PMDD są bardziej wrażliwe na normalne fluktuacje hormonów, głównie estrogenu i progesteronu, co indukuje procesy biochemiczne w układzie nerwowym, które powodują objawy napięcia przedmiesiączkowego.
Stwierdzono, że zaburzenia przedmiesiączkowe mają podłoże biologiczne i nie są jedynie zjawiskiem psychologicznym lub uwarunkowanym kulturowo. PMDD jest zgłaszane przez miesiączkujące kobiety na całym świecie, co wskazuje na jego biologiczne podłoże, niezależne od położenia geograficznego. Większość psychologów przypuszcza, że zaburzenie to jest spowodowane zarówno reakcją na zmiany hormonalne, jak i czynnikami genetycznymi. Istnieją dowody na odziedziczalność (retrospektywnie zgłaszanych) objawów przedmiesiączkowych z kilku badań z udziałem bliźniąt i rodzin przeprowadzonych w latach 90., gdzie wskaźnik odziedziczalności PMDD wyniósł około 56%.

### Czynniki genetyczne
Wiele badań wykazało, że polimorfizm genu neurotroficznego czynnika pochodzenia mózgowego (BDNF) może odgrywać rolę w wywoływaniu objawów PMDD. Wynika to z faktu, że efekt tego polimorfizmu naśladuje charakterystyczne dla PMDD objawy: niestabilność nastroju, depresję i drażliwość skupione wokół cyklu miesiączkowego. Gen ten był szeroko badany pod kątem jego związku z depresją oraz, co obiecujące dla badań nad PMDD, myszy homozygotyczne pod względem polimorfizmu BDNF wykazywały objawy lękowe, które podlegały zmienności wokół rui myszy, analogicznie do ludzkiej menstruacji, naśladując w ten sposób niektóre z objawów PMDD.

### Współwystępujące zaburzenia psychiczne
Częstość występowania innych zaburzeń psychicznych na przestrzeni całego życia jest wysoka wśród kobiet z PMDD. W starszym artykule przeglądowym (2002) wykorzystującym poprzednie wydanie Diagnostycznego i Statystycznego Podręcznika Zaburzeń Psychicznych (DSM-IV) wykorzystano badania z lat 1966-2002 dotyczące PMS i zaburzeń zdrowia psychicznego oraz wybrano pacjentów, którzy retrospektywnie spełniali kryteria diagnostyczne PMDD. Stwierdzono, że u kobiet z PMDD często współwystępują duże epizody depresyjne, sezonowe zaburzenia afektywne i uogólnione zaburzenie lękowe. Inne systematyczne badanie przeglądowe sugeruje, że wśród pacjentów z zaburzeniem afektywnym dwubiegunowym typu I lub II częstość występowania PMDD jest wyższa.

### Ryzyko samobójcze
Już wcześniej powiązano ryzyko samobójcze z zespołem napięcia przedmiesiączkowego, jednak kobiety cierpiące na PMDD znacznie częściej rozważają i podejmują próby samobójcze, nawet po uwzględnieniu wpływu współistniejących chorób psychicznych. Pomimo wzrostu liczby myśli i prób samobójczych wśród pacjentów z PMDD obecne dane sugerują, że prawdopodobieństwo wystąpienia myśli lub działań suicydalnych nie jest większe w późnej fazie lutealnej, kiedy występują objawy PMDD. Zbadanie, w jakim stopniu zastosowane leczenie zmniejsza ryzyko samobójcze, jest trudne ze względu na wieloaspektowość przyczyn tych tendencji. Udokumentowano jednak, że leczenie zmniejsza fizyczne i emocjonalne objawy PMDD.

## Leczenie

### Leki
Szereg leków skutecznie zmniejsza fizyczne i emocjonalne objawy PMDD.

#### Leki przeciwdepresyjne
Selektywne inhibitory zwrotnego wychwytu serotoniny (SSRI) są lekami pierwszego wyboru. Kobiety przyjmujące leki z grupy SSRI w celu złagodzenia objawów PMDD na ogół zgłaszały złagodzenie objawów o ponad 50%, co stanowiło zdecydowanie wyższą skuteczność w porównaniu z placebo. Przebadano dwie metody przyjmowania leku: dawkowanie ciągłe (codziennie) i dawkowanie lutealne (rozpoczynające się 14 dni przed miesiączką i przerywane w momencie wystąpienia miesiączki). Skuteczność obu metod dawkowania jest podobna, przy czym w niektórych najnowszych badaniach wykazano większą kontrolę nad objawami w przypadku dawkowania ciągłego.
Inhibitory zwrotnego wychwytu serotoniny i noradrenaliny (SNRI) również były badane pod kątem skuteczności w zmniejszaniu objawów PMDD. Stanowią one alternatywę dla pacjentów, którzy nie reagują na SSRI. Jest jednak bardziej prawdopodobne, że będą one dawkowane w sposób ciągły ze względu na zespół odstawienny po SNRI — objawy grypopodobne spowodowane spadkiem stężenia SNRI we krwi.

#### Anksjolityki
W leczeniu PMDD zbadano działanie dwóch leków zwykle podawanych w celu zmniejszenia ostrych stanów lękowych: alprazolamu i buspironu. Alprazolam niesie ze sobą ryzyko uzależnienia i powoduje sedację, a wyniki badań klinicznych nie wykazały skuteczności tego leku. Buspiron wykazał niższą skuteczność niż SSRI, ale może być stosowany jako leczenie wspomagające lub alternatywne, jeśli efekty uboczne SSRI są nie do zaakceptowania przez pacjenta.

### Psychoterapia
Wykazano, że psychoterapia poznawczo-behawioralna (CBT) jest skuteczna w zmniejszaniu objawów napięcia przedmiesiączkowego u kobiet z (retrospektywnie zgłaszanym) zespołem napięcia przedmiesiączkowego. Dzięki CBT kobiety są w stanie lepiej rozpoznawać i modyfikować powtarzające się problemy, a także wzorce myślenia i zachowania, które zakłócają funkcjonowanie lub pogarszają objawy depresyjne. Jednak niedawna metaanaliza sugeruje, że istniejące metody psychoterapii mogą być przede wszystkim przydatne w zmniejszaniu zakłóceń w funkcjonowaniu (a nie nasilenia objawów) w PMDD.

### Terapia hormonalna
Doustne środki antykoncepcyjne wykazały skuteczność w zmniejszaniu objawów PMS, ale tylko niektóre preparaty okazały się umiarkowanie efektywne w leczeniu PMDD. Przezskórne podawanie estrogenu i wkładki wewnątrzmaciczne zawierające lewonorgestrel również miały umiarkowaną skuteczność.
W leczeniu kobiet z PMDD stosuje się doustne środki antykoncepcyjne zawierające etynyloestradiol i drospirenon (progestagen) przyjmowane w cyklu 24-4 (24 tabletki aktywne, 4 tabletki nieaktywne). Stosowanie leków hormonalnych zawierających drospirenon i niskie dawki estrogenu (etynyloestradiolu) pomaga złagodzić ciężkie objawy związane z przedmiesiączkowym zaburzeniem dysforycznym, przynajmniej przez pierwsze trzy miesiące ich stosowania. Nie wiadomo, czy to leczenie jest skuteczne przez okres dłuższy niż trzy cykle miesiączkowe.
Inną metodą leczenia, zwykle stosowaną w przypadku braku skuteczności innych opcji, jest podanie analogów hormonu uwalniającego gonadotropiny (GnRH) wraz ze stosowanym wspomagająco estrogenem i progesteronem lub tibolonem. Jest to rozwiązanie stosowane w ostateczności, ponieważ stosowanie analogów GnRH może powodować menopauzę medyczną poprzez zamknięcie szlaku hormonów rozrodczych w organizmie, zwanego osią podwzgórze-przysadka-gonady. W rezultacie terapia analogami GnRH wiąże się ze zwiększonym ryzykiem osteopenii (zmniejszonej gęstości kości) i chorób sercowo-naczyniowych. Terapia ta jest często zarezerwowana dla pacjentek rozważających przejście menopauzy chirurgicznej w celu sprawdzenia efektów operacji.

### Menopauza chirurgiczna
W przypadku niewielkiej liczby pacjentek, które spełniają określone kryteria, gdzie leczenie farmakologiczne jest nieskuteczne lub wywołuje znaczące skutki uboczne, istnieje możliwość wykonania histerektomii i obustronnej owariektomii, a następnie zastosowanie estrogenowej terapii zastępczej.